# Pretoria Metal Pressings
Denel Pretoria Metal Pressings, abgekürzt Denel PMP und nur PMP, ist ein Produzent innerhalb der Rüstungsindustrie in Afrika. Er gehört zur südafrikanischen Firmengruppe Denel. Mehr als 70 % der Produkte werden exportiert. Auch in Deutschland ist Sport- und Jagdmunition von PMP erhältlich.

## Geschichte
Die Firma ist seit 1931 aktiv. Munitionsherstellung mit dem Code von PMP ist seit 1965 nachgewiesen. Vordem wurde auch für die South African Mint (Pretoria, Republik Südafrika, Munitionscode: SAM) produziert.
Im Verlauf der Geschichte wurde von PMP Munition mit unterschiedlichen Munitionscodes hergestellt. Darunter auch die Codes: SAM, A, RSA, PMP und verschiedene Nummernkürzel. Die Geschichte der Firma ist mit der südafrikanischen Münzanstalt verbunden, die von 1937 bis 1964 Munition hergestellt hat. Bis zum 31. März 1992 war PMP im Besitz des südafrikanischen Staatsunternehmens Armaments Corporation of South Africa (Armscor), das seinerseits Vorläufer der Denel ist, welche PMP übernommen hat.

## Produktionsbereiche
Zu den Hauptprodukten von PMP gehört zivile und militärische Munition in Kalibern von 5,56 mm bis 12,7 mm sowie 20 mm bis 35 mm. 
Ein weiteres Geschäftsfeld ist die Produktion von Messing. Jährlich werden über 25.000 t für die Produktion von Patronenhülsen innerhalb Südafrikas und für den Export hergestellt.
Obwohl es im Konzern andere Firmen gibt, die auf die Waffenherstellung spezialisiert sind, stellt PMP einige Waffen her. Darunter befinden sich das großkalibrige Scharfschützengewehr NTW-20 und die Neopup Personal Area Weapon.
Weitere Produkte sind Explosivstoffe für den Einsatz in Feuerlöschsystemen und zur Notfallöffnung von Flugzeugkanzeln. Außerdem werden Sprengmittel für den Bergbau sowie Zündhütchen produziert.